# Rob Stewart
Rob Stewart, właśc. Robert Thomas Stewart (ur. 23 lipca 1961 w Toronto) – kanadyjski aktor, także scenarzysta i reżyser filmowy, występował w roli Nicka Slaughtera w serialu CBS Żar tropików (1991-93) i jako Andre McBride z serialu Painkiller Jane (2007).

## Życiorys

### Wczesne lata
Urodził się w Toronto. Jego ojciec pracował jako kierownik ds. kredytów, a matka była dyrektorką agencji nieruchomości. Wychowywał się w Bramalea w prowincji Ontario z trojgiem rodzeństwa – młodszym bratem i dwiema starszymi siostrami. W młodości marzył o zostaniu profesjonalnym hokeistą jak Wayne Gretzky. Uczęszczał do Bramalea Secondary School. Zaczął aktywnie grać w hokej na lodzie, lecz zaniechał dalszej kariery sportowej po wypadku, gdy w wieku siedemnastu lat doznał bolesnego obrażenia nerki od czubka kija hokejowego.
Mając dziewiętnaście opuścił dom rodzinny. Następnie studiował filologię angielską i łacinę na University of Waterloo. Imał się różnych zajęć, pracował jeden dzień w firmie budowlanej i w parku rozrywki Wonderland, jako kaskader i akrobata, instruktor jazdy w Oakville, barman, kowboj i konserwator.

### Kariera
W 1986 roku pojawił się w jednym z odcinków sitcomu CBS Hot Shots z Paulem Burke. Wspólnie ze swoim kuzynem napisał scenariusz, zajął się produkcją i reżyserią filmu telewizyjnego stacji CHCH Where There’s a Will (1987), inspirowanego wierszami Johna Keats. Brał udział w różnych serialach telewizyjnych, w tym Alfred Hitchcock przedstawia (Alfred Hitchcock Presents, 1988). Był przez półtora roku pracy, w wieku 29 lat próbował też zarobić na życie jako autor tekstów piosenek i muzyk grający na gitarze klasycznej w okolicach Waterloo. Przez dwa miesiące nawet spał na ławce koło pewnego kościoła w Toronto.
Wkrótce zaproponowano mu główną rolę Nicka Slaughtera w serialu CBS Żar tropików (1991–1993). Dzięki niej zyskał popularność nie tylko w Ameryce. Grywał także w kilku filmach niezależnych, m.in. Amerykański romans (An American Affair, 2009) z Gretchen Mol. Występował często w rolach detektywów w filmach takich jak Fałszerstwo (Kounterfeit, 1996) jako Vic, Pionek (The Pawn, 1998) jako Darcy Harlan czy Zabójczy podstęp (Sweet Deception, 1998) jako detektyw Mallory z Kate Jackson, Joanną Pacułą i Joan Collins. Często przedstawiał romantyczny typ faceta. Tak był jego książę Mikołaj Rostow w harlequinowskiej opowieści CBS Zaginiona pozytywka (Broken Lullaby, 1994), owdowiały ojciec w romantycznym filmie Marzenia na Gwiazdkę (The Christmas List, 1997) czy sentymentalny sprawozdawca sportowy w komedii Roszada serc (Two of Hearts, 1999). W serialu Rozbitkowie (Amazon, 1999–2000) wg Petera Benchleya zagrał rolę umierającego na raka nauczyciela biologii, który przeżył katastrofę lotniczą w dżungli amazońskiej.

## Życie prywatne
Ożenił się z Meksykanką Celianą, operatorką filmową. Mają syna (ur. 18 lutego 1996 w Los Angeles).

## Filmografia

### Filmy fabularne
- 1994: Broken Lullaby (TV) jako Nick Rostov
- 1995: Za kogo warto umrzeć (Someone to Die For) jako sierżant Hollman
- 1996: Kounterfeit jako Vic
- 1997: Operacja Delta Force (Operation Delta Force, TV) jako Sparks
- 1997: Annie O (TV) jako trener Will Cody
- 1997: Motel Blue jako agent Daniel Larimer
- 1997: Marzenia na Gwiazdkę (The Christmas List, TV) jako dr David Skyler
- 1998: Pionek (The Pawn) jako Darcy Harlan
- 1998: Zabójczy podstęp (Sweet Deception, TV) jako detektyw Mallory
- 1999: Roszada serc (Two of Hearts, TV) jako Jake Michaelson
- 2001: Criss Cross jako Nick Slaughter
- 2005: Pożarci (Devour) jako Ross North
- 2008: Szczyt
- 2009: Amerykański romans (An American Affair) jako Dave Norton
- 2013: Molly Maxwell jako Evan Maxwell

### Seriale TV
- 1986: Hot Shots jako Peter
- 1988: Alfred Hitchcock przedstawia (Alfred Hitchcock Presents) jako Bradley
- 1991-93: Żar tropików (Tropical Heat) jako Nick Slaughter (także reżyseria)
- 1994: Nieśmiertelny (Highlander: The Series) jako Axel Whittaker
- 1996: Przygody Sindbada (The Adventures of Sinbad) jako Vincenzo
- 1999–2000: Rozbitkowie (Amazon) jako Andrew Talbott
- 2001: Nash Bridges jako dr Kent McCall
- 2003: Tom Stone jako Dean Moncrieffe
- 2003: Agent przyszłości (Jake 2.0) jako Miles Jennings
- 2004: Pięć dni do północy (5ive Days to Midnight) jako dr Dan Westville
- 2004: Cyrograf (The Collector) jako Russell McKinney
- 2005: Punkt G (G-Spot) jako dr Earl Stoffard
- 2005: Poszukiwani (1-800-Missing) jako Jim Michaelson
- 2007: Painkiller Jane (Painkiller Jane) jako Andre McBride
- 2008: ReGenesis jako dr Martin Cove
- 2009: Być jak Erica (Being Erica) jako Norm
- 2010: Republika Doyle’ów (Republic of Doyle) jako Victor Beerman/Turk
- 2010: Little Mosque on the Prairie jako Robert
- 2010: Zagubiona tożsamość (Lost Girl) jako Lyle Harrison
- 2010–12: Nikita jako Roan
- 2011: XIII (XIII: The Series) jako Reg
- 2011: Punkt krytyczny (Flashpoint) jako Cunningham
- 2011: Combat Hospital jako major Kenneth Winacott
- 2012: The L.A. Complex jako Roan
- 2012–13: Piękna i Bestia (Beauty & the Beast) jako pan Chandler
- 2013: Defiance jako Eddie Braddock
- 2013: W garniturach (Suits) jako Tony Gionopoulos
- 2014: Working with Engels jako Anthony
- 2015: Nastoletnia Maria Stuart (Reign) jako Envoy Lord / Burgess
- 2015: Dark Matter jako Nassan
- 2015–2016: Killjoys jako Khlyen
- 2016: Korporacje przyszłości (Incorporated) jako członek zarządu Spigi